# TrouwAmsterdam

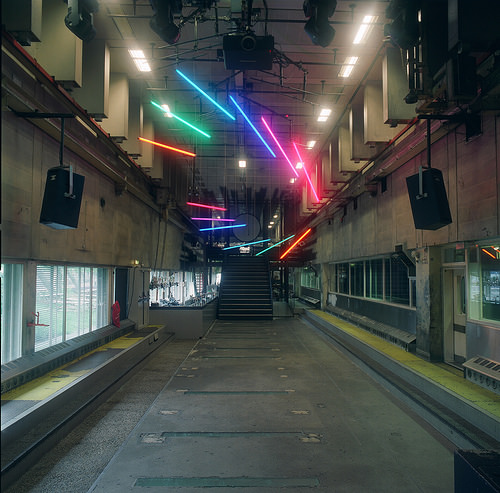
Dansvloer van TrouwAmsterdam.

TrouwAmsterdam was een nachtclub, restaurant en kunstruimte aan de Wibautstraat 127 te Amsterdam van 2009 tot 4 januari 2015.
Nadat in 2009 een tijdelijke vergunning werd verkregen werd het Trouw-gebouw van de Perscombinatie verbouwd tot restaurant, club en kunstruimte. De organisatoren (Post CS BV) waren eerder betrokken bij Club 11, een tijdelijke club op de 11de verdieping van een voormalig Post CS-gebouw bij Amsterdam CS. Na sluiting van de club wordt het pand verbouwd tot studentencomplex. Exact een jaar na sluiting van Trouw opende Post CS BV een nieuwe locatie  De School.

## Nachtclub
TrouwAmsterdam was een nachtclub voor elektronische muziek. DJ Magazine zette de club op de 43ste plaats in de lijst van beste clubs ter wereld en het was daarmee de hoogst genoteerde club in Nederland. Trouw werd genomineerd voor de Amsterdamprijs voor de Kunst. De club organiseerde ook evenementen in het buitenland en was de eerste die in Amsterdam een 24-uursvergunning kreeg. De Amsterdamse burgemeester Eberhard van der Laan luidde de verstrekking van de 24-uursvergunning in door een plaat op te zetten in de club.

## De Verdieping
De benedenzaal van het gebouw, genaamd De Verdieping (een referentie naar de bijlage van de Trouw-krant), had een dubbele functie als clubzaal en kunstruimte. TrouwAmsterdam/De Verdieping werkte samen met nationale instituten als het Stedelijk Museum, het EYE Film Instituut Nederland, het Concertgebouw, het Muziekgebouw aan 't IJ en internationale musea Palais de Tokyo (Parijs), Beirut (Caïro) en de New Museum of Contemporary Art (New Museum) in New York.

## Restaurant
Het restaurant kende twee fases. Na een verbouwing werd het een overwegend biologisch restaurant.